# Catedral de Santo Henrique
A Catedral de Santo Henrique (em finlandês: Pyhän Henrikin katedraali) é a catedral católica de Helsinque na Finlândia. Localizada no distrito de Ullanlinna e no bairro de Mustekala, é dedicada a Santo Henrique, bispo de Uppsala. Foi construída entre 1858 e 1860 em estilo neogótico e projetada pelo arquiteto alemão Ernst Bernhard Lohrmann. 
Como a Finlândia é predominantemente luterana, a igreja é usada principalmente por estrangeiros católicos. É a sede da diocese de Helsinque desde 1920. A pequena catedral é a principal igreja católica de Helsinque e organiza cerimônias religiosas em várias línguas.

## História
Helsinque recebeu sua primeira igreja católica permanente em 1860, quando a igreja de Santo Henrique foi construída nas falésias de Kaivopuisto. A iniciativa de construir a igreja partiu do capelão militar Ignatius Gorbacki, que também serviu como pastor da população civil católica da cidade desde 1856. Ele foi apoiado financeiramente por Leopoldina Ciconia di Mozzone, nascida na Itália e esposa do governador-geral da Finlândia, Friedrich Wilhelm von Berg. Os contribuintes financeiros incluem a condessa Amalie von Lerchenfeld (1808-1888), esposa do sucessor do conde von Berg, general Nikolai Adlerberg. O czar russo também ajudou na construção da igreja.
A igreja foi entregue ao município pelo monsenhor Lubinsky de Tallinn em 16 de setembro de 1860 e foi consagrada em 14 de setembro de 1904 pelo arcebispo de Mohilev, Jerzy Szembek, a quem os católicos finlandeses também pertenciam.
Quando a Finlândia se tornou um vicariato apostólico e o país obteve seu próprio bispo católico, em 1920 a igreja paroquial e da guarnição se tornou uma igreja episcopal ou catedral. A igreja passou por muitas mudanças ao longo de sua história. Seu interior foi reformado em 1981, quando foram realizados os reparos exigidos pela reforma litúrgica. A grande reforma do telhado foi concluída em outubro de 2010.

## Arquitetura

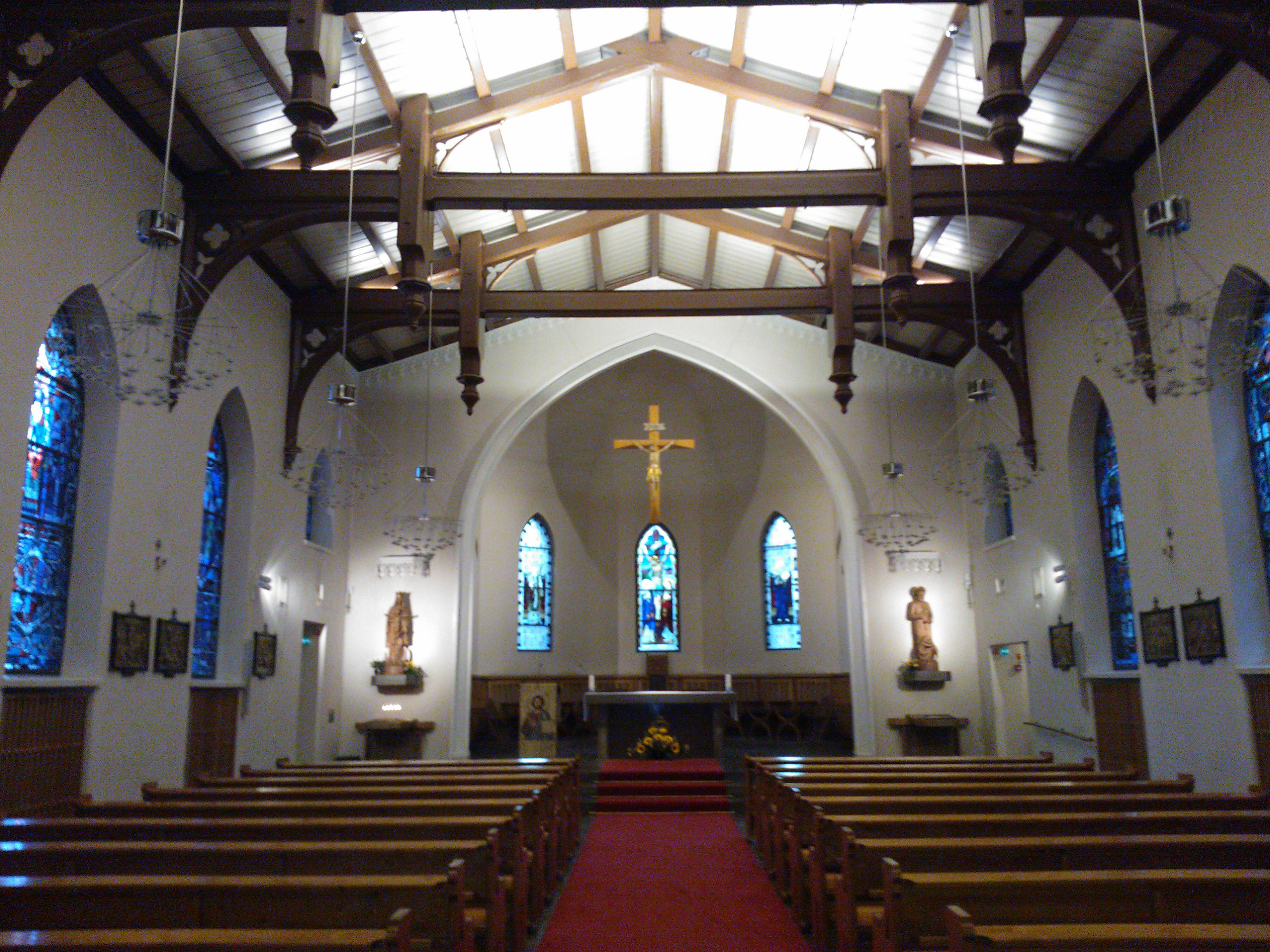
Interior

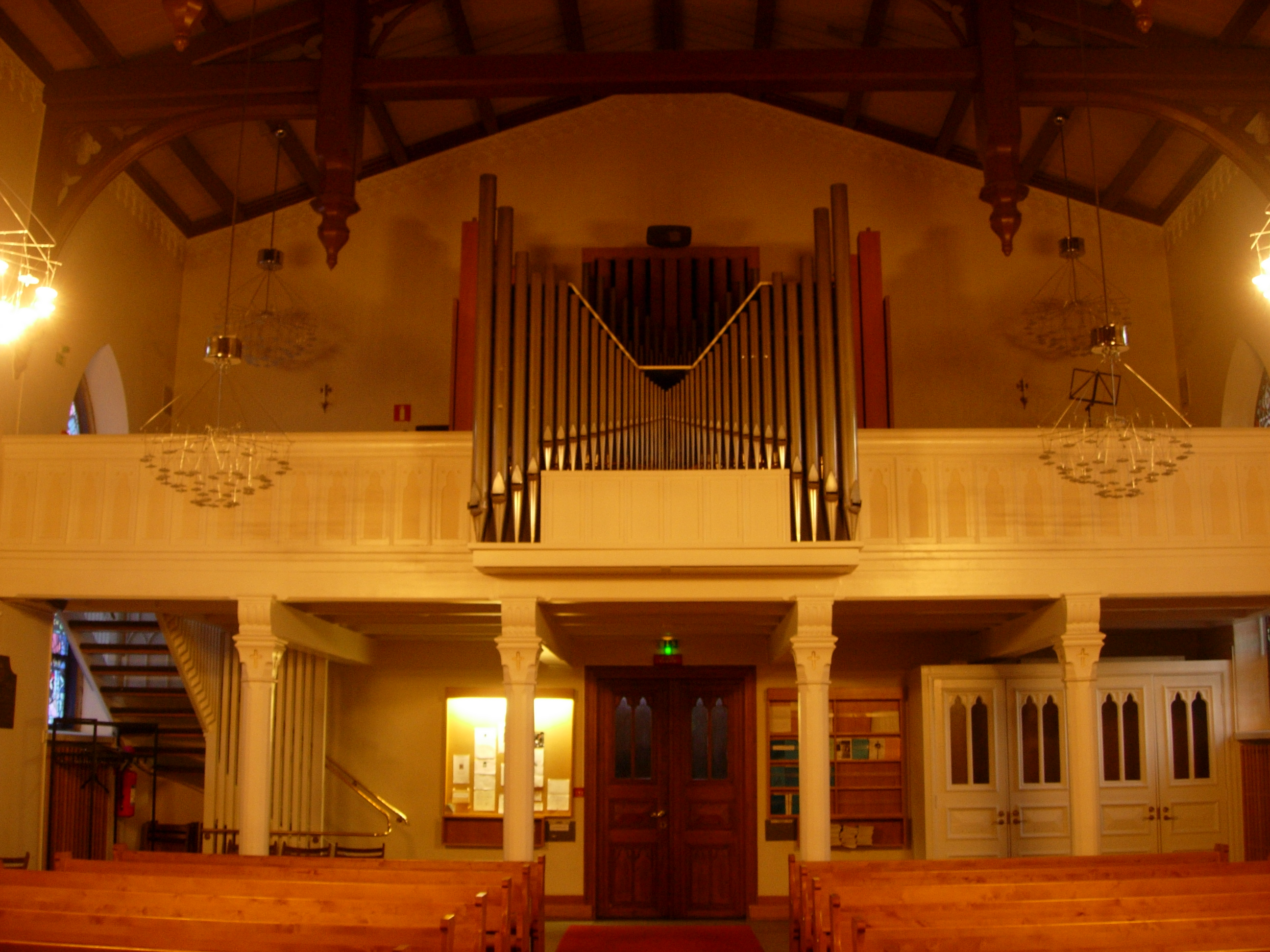
O órgão

Esta pequena catedral neogótica foi projetada por Ernst Bernhard Lohrmann. Seu exterior mantém a aparência original. As estátuas de Santo Henrique, São Pedro e São Paulo decoram as paredes externas. Os vitrais da nave foram feitos pelo neerlandês René Groene na década de 1960 e reformados no início dos anos 2000.
O interior foi reformado em 1981 pelo arquiteto Olof Hansson. No coro, foram preservadas as relíquias de São Cipriano, Santo Olavo, Santa Brígida.
A sé episcopal é decorada com o brasão de armas de Johannes Mikael Buckx, o primeiro bispo da Igreja Católica na Finlândia. Na parede frontal do altar existe uma vitrine onde foi colocada, em janeiro de 2000, a relíquia Santo Henrique; acima do altar está um crucifixo medieval.
Em 2009, descobriu-se que o telhado estava em risco de desabar, sua reforma foi concluída no outono de 2010. A parte da madeira da estrutura estava podre e foi substituída ao mesmo tempo que o telhado de chapa metálica. Antes da reforma, o telhado era vermelho, mas como no campanário as telhas são verdes, então a Diretoria dos Museus concordou que o telhado recuperaria sua cor verde. O campanário também foi reformado, assim como os vitrais e genuflexórios. Os trabalhos foram financiados pela Diretoria de Museus, fundações finlandesas, particulares e pela fundação alemã Bonifatiuswerk.

## Galeria

Vitrais na catedral católica de Santo Henrique em Helsinque
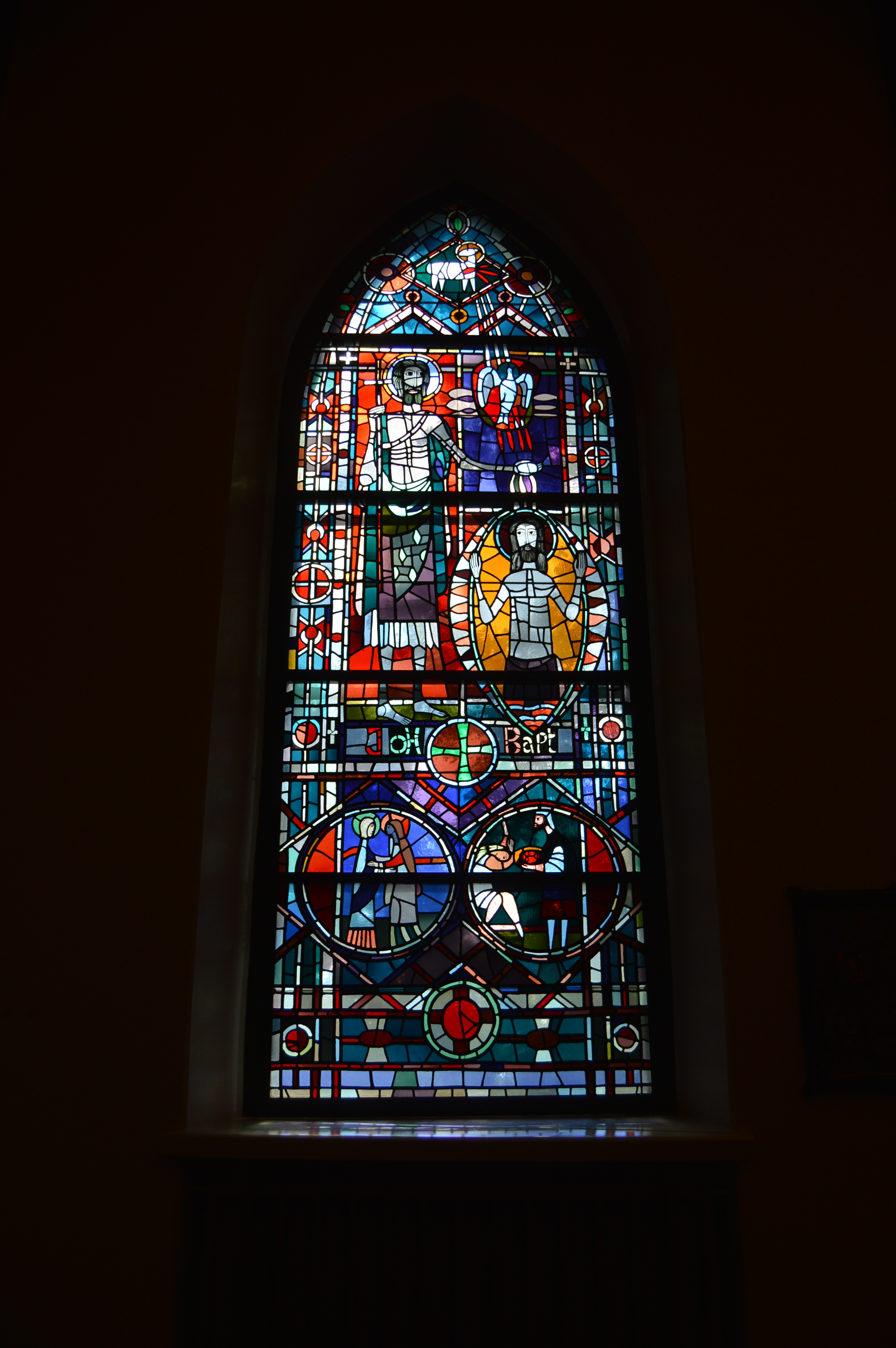
São João Batista
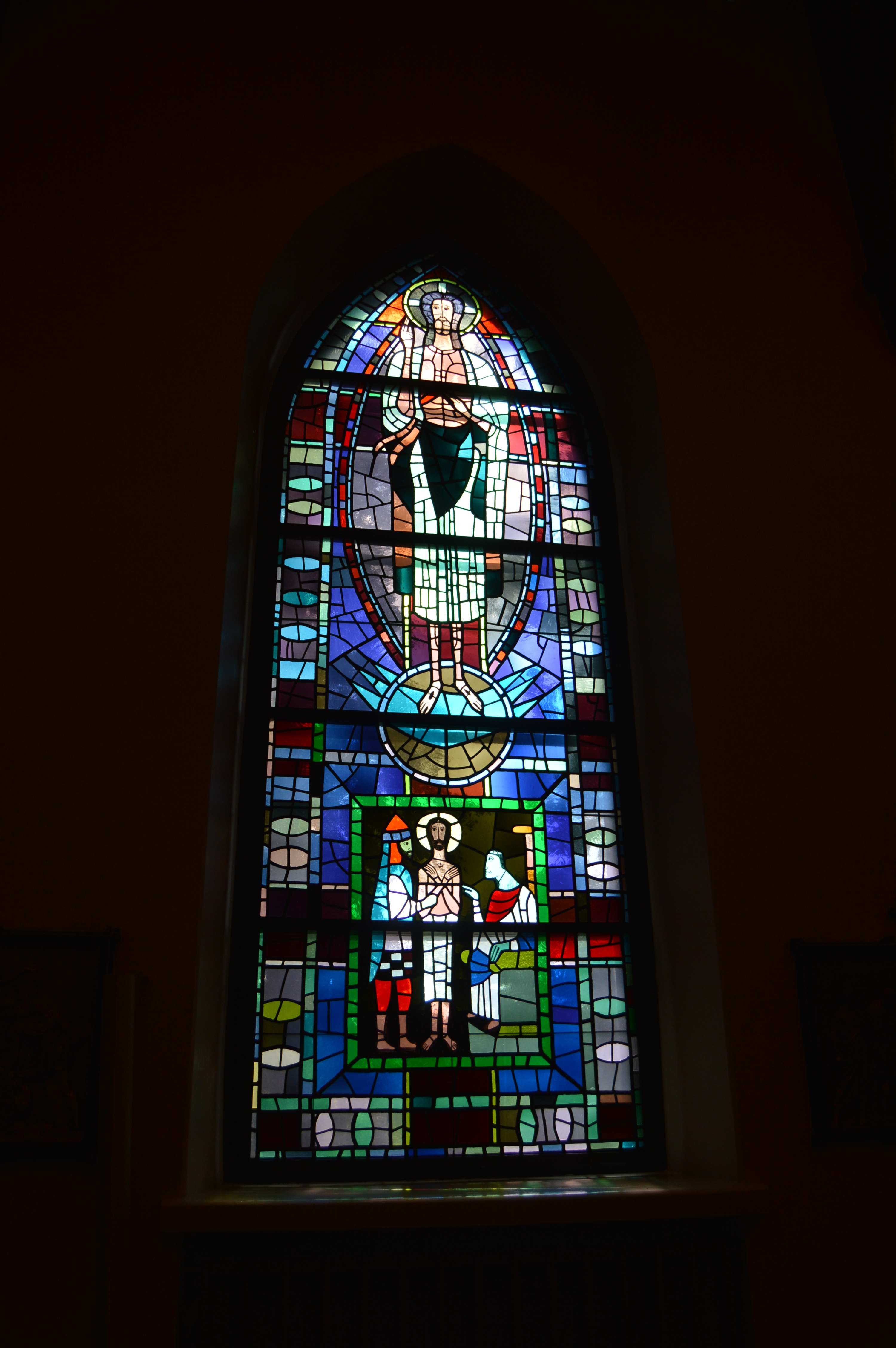
Jesus é levado a Pôncio Pilatos
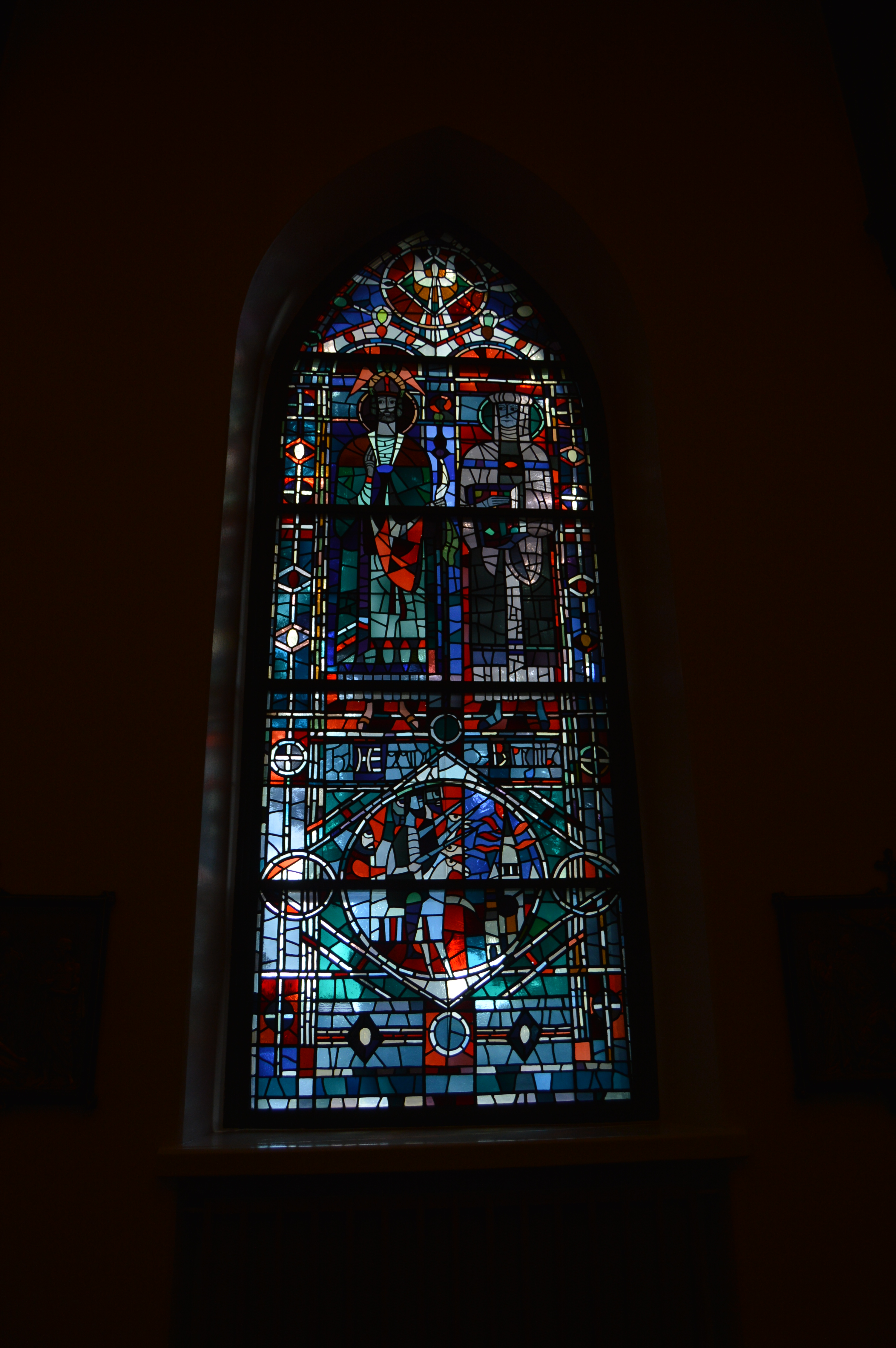
Hemming de Turku e Santa Brígida
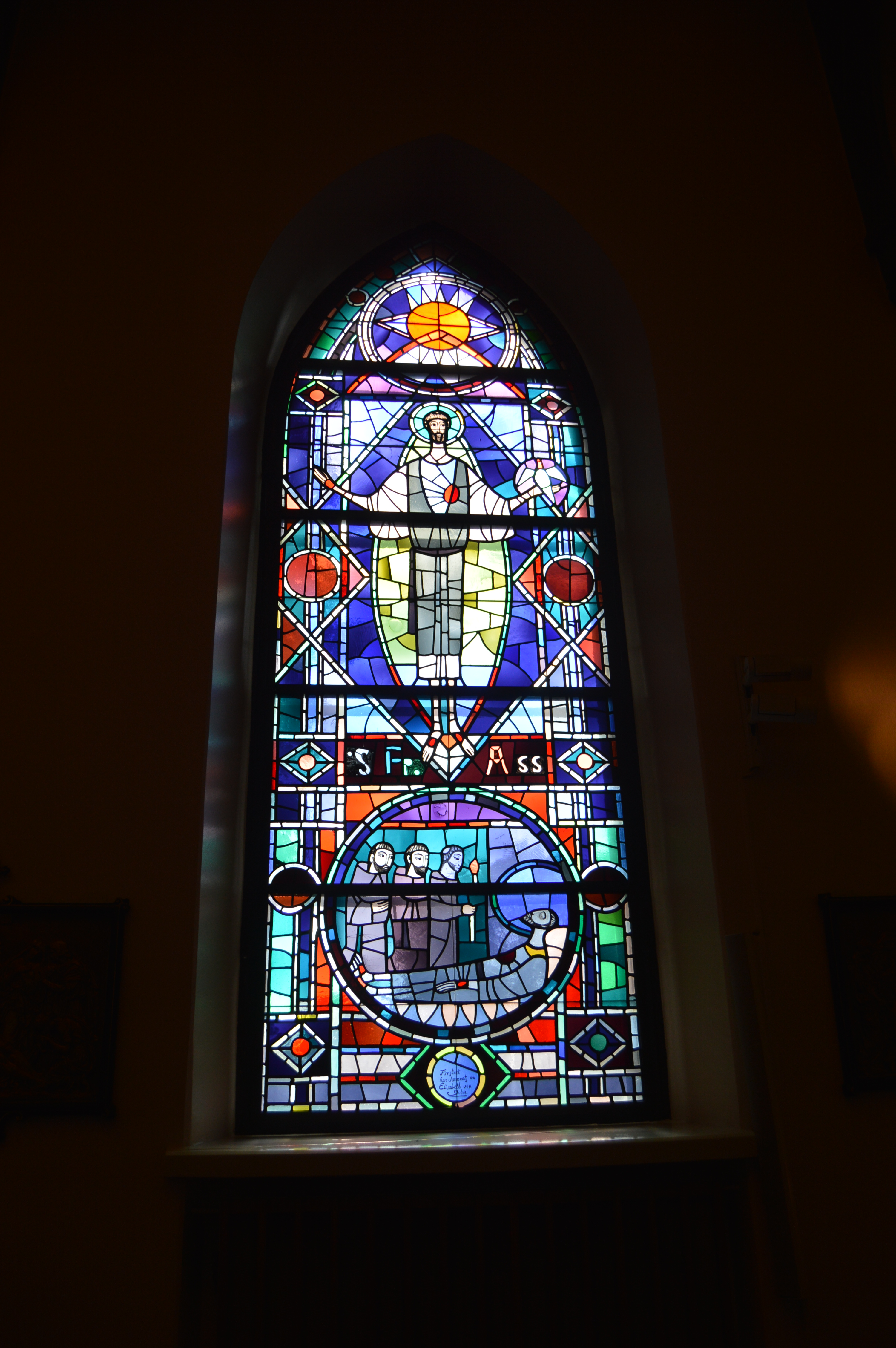
São Francisco de Assis
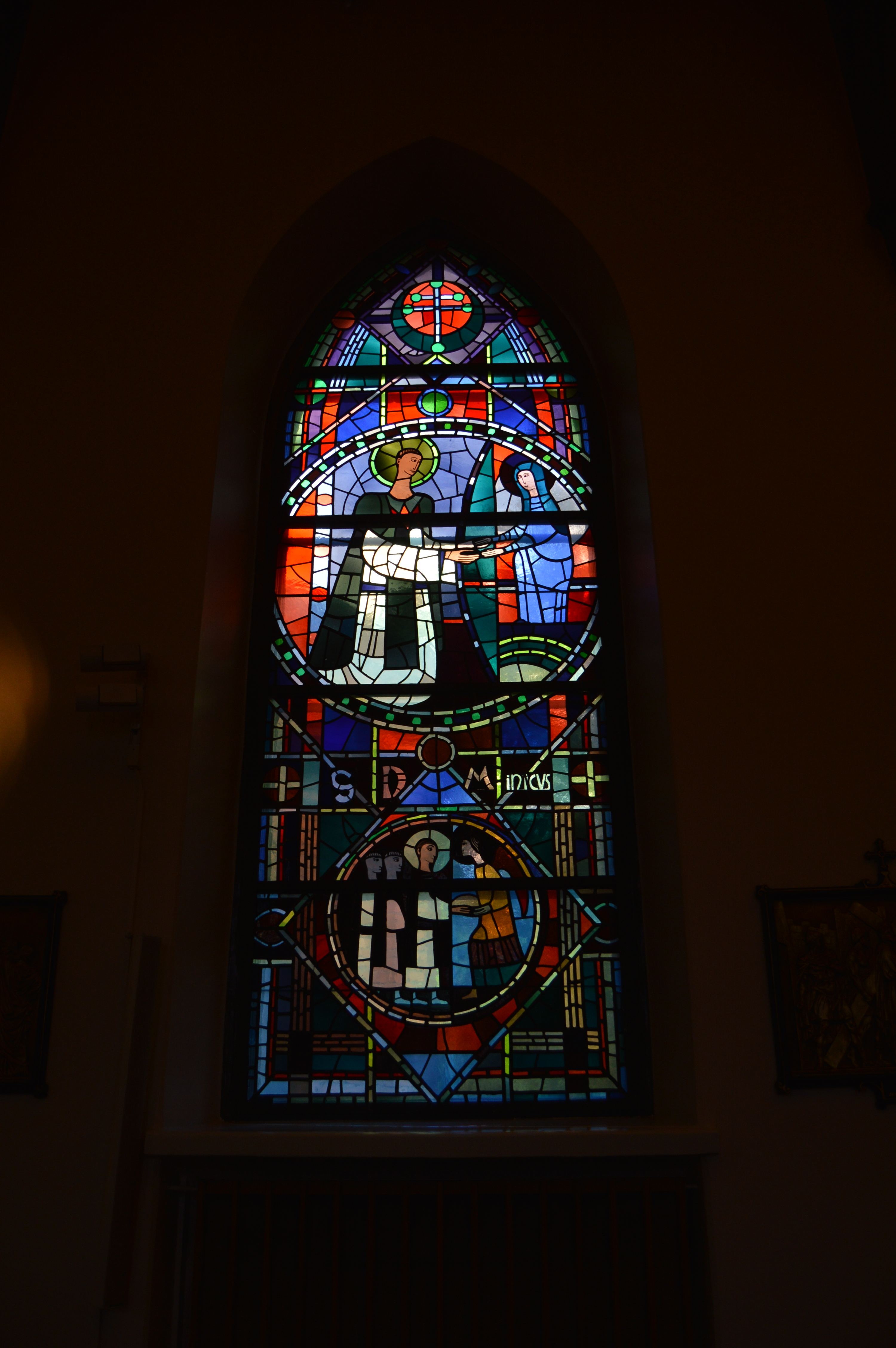
São Domingos de Gusmão
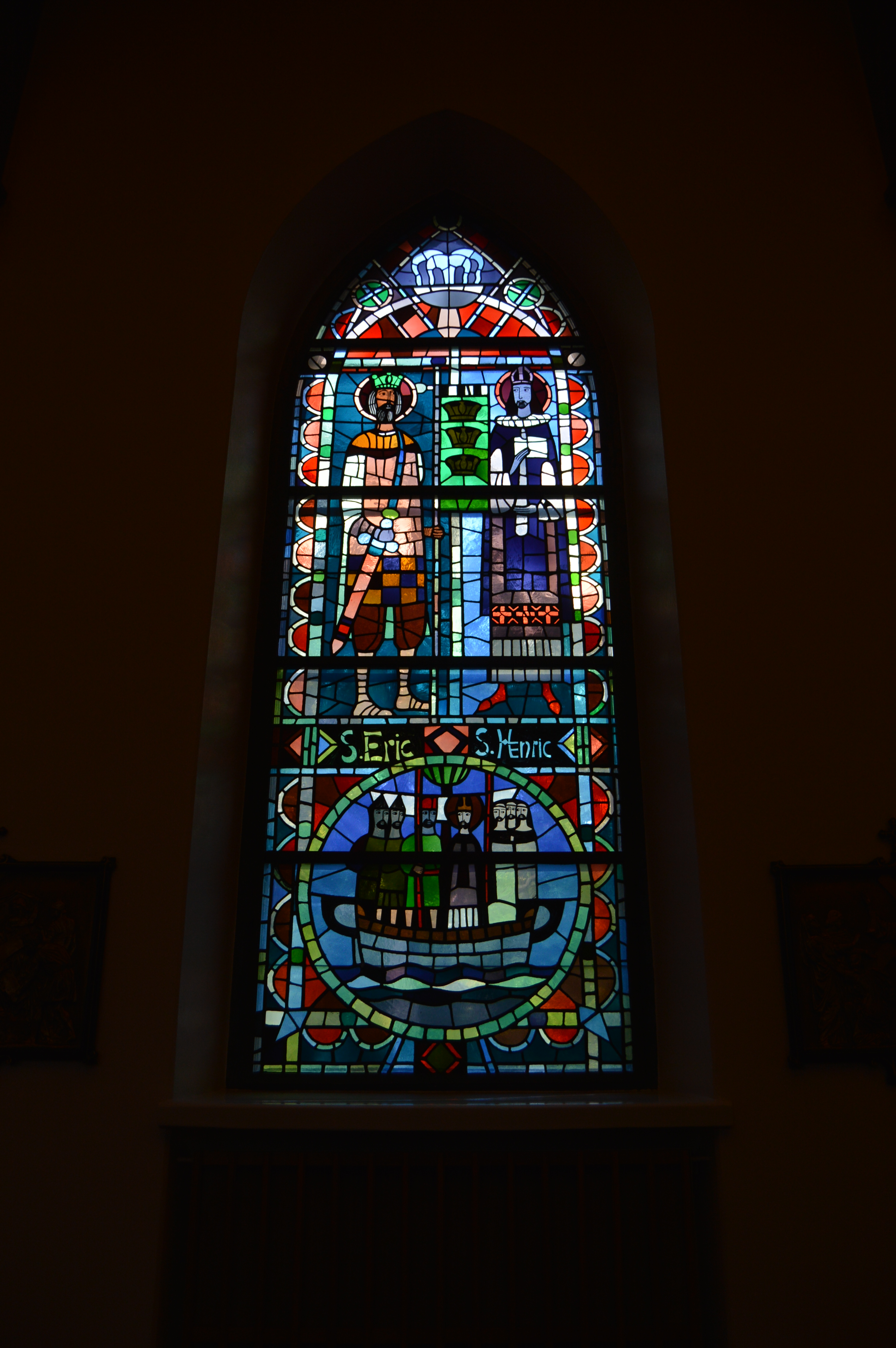
Santo Érico e Santo Henrique
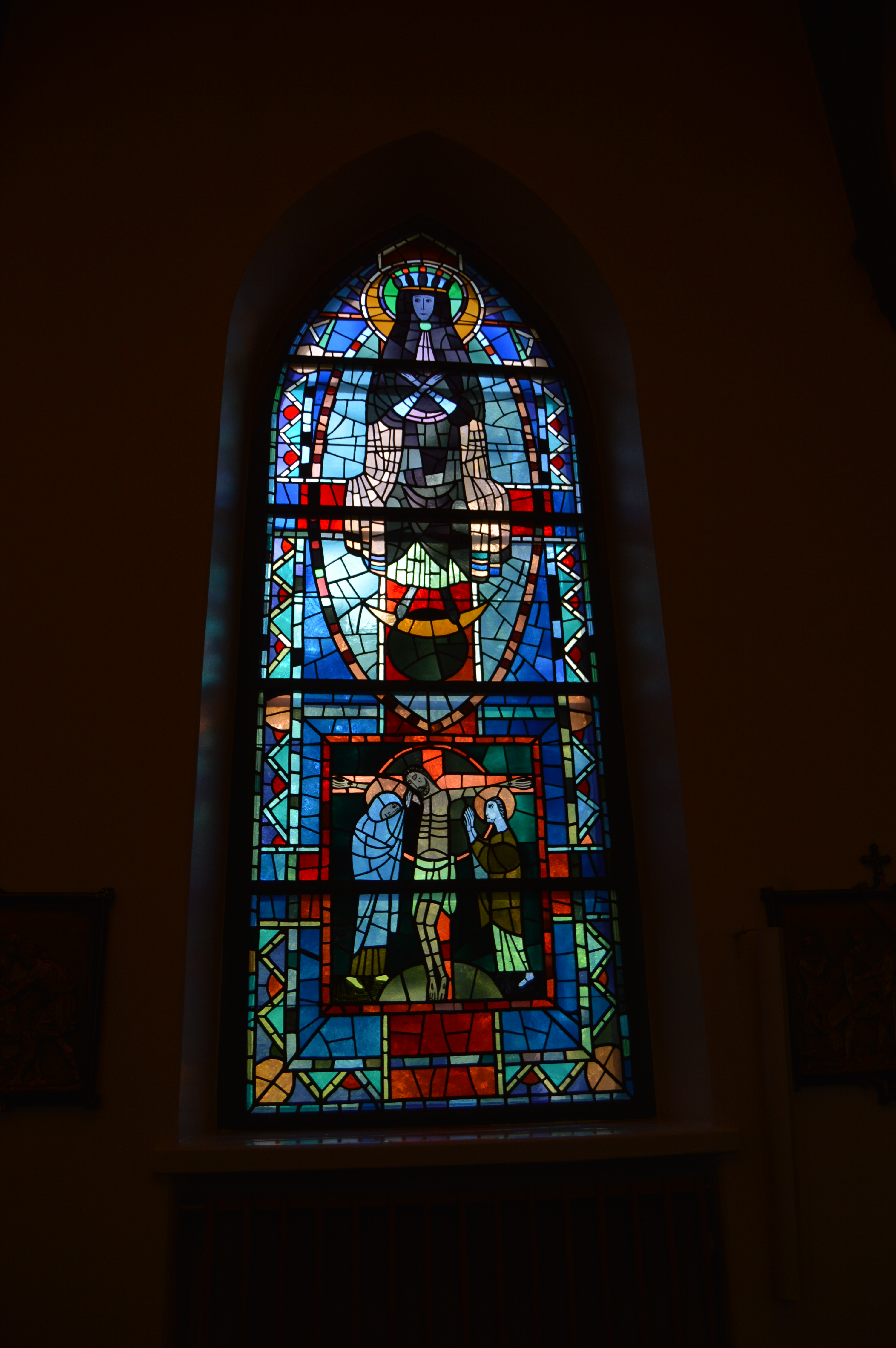
Nossa Senhora
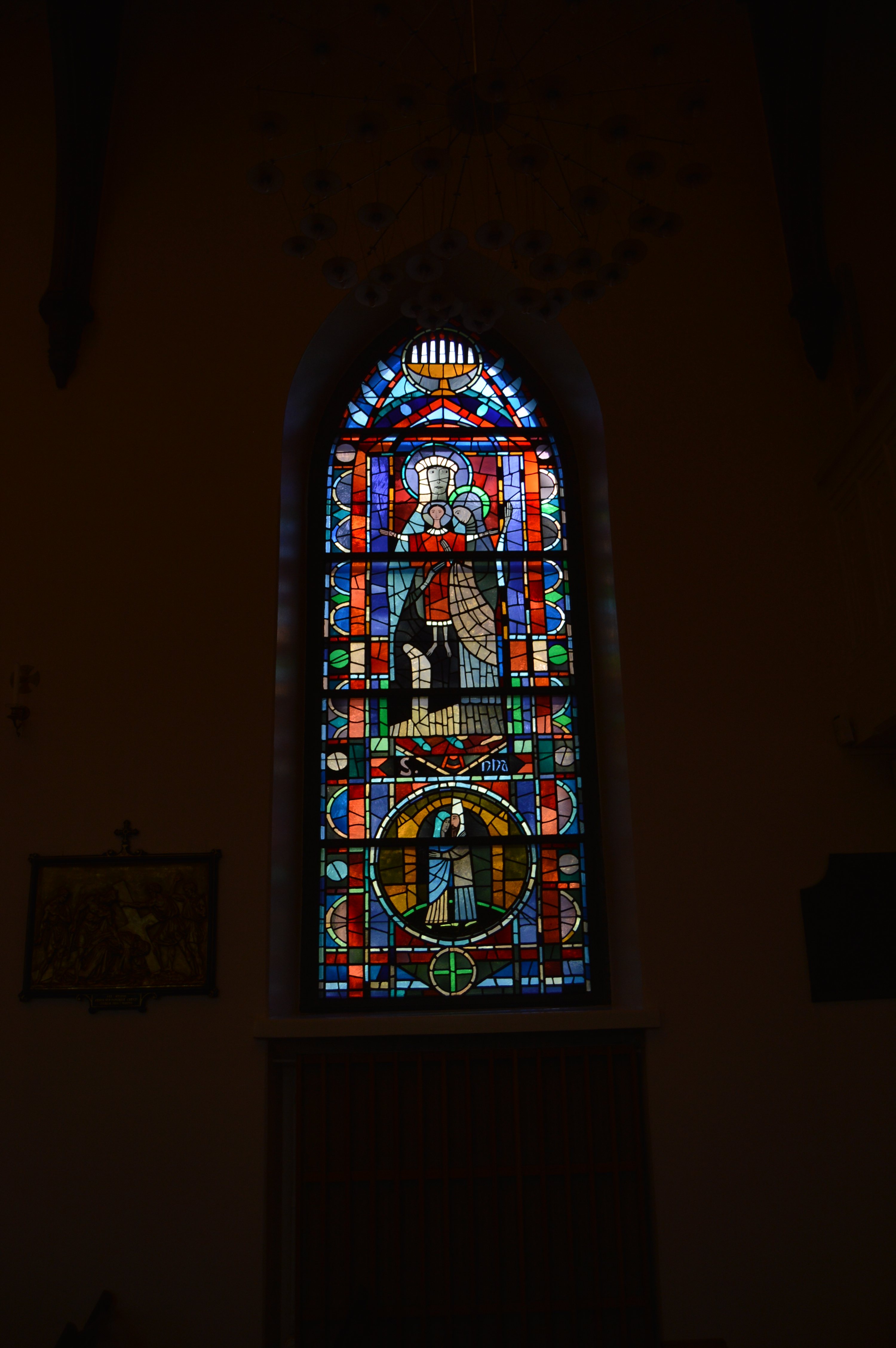
Santa Ana